# Платове (Амурська область)
Платове (рос. Платово) — село у Завітінському районі Амурської області Російської Федерації. Розташоване на території українського історичного та етнічного краю Зелений Клин.
Входить до складу муніципального утворення Албазинська сільрада. Населення становить 28 осіб (2018).

## Історія
З 20 жовтня 1932 село року ввійшло до складу новоутвореної Амурської області.
З 1 січня 2006 року органом місцевого самоврядкування є Албазинська сільрада.

## Населення
| 2002 | 2010 | 2012 | 2013 | 2014 | 2015 | 2016 |
| ---- | ---- | ---- | ---- | ---- | ---- | ---- |
| 59   | ↘47  | ↘44  | ↘41  | ↘38  | ↘30  | ↘29  |
| 2017 | 2018 |      |      |      |      |      |
| →29  | ↘28  |      |      |      |      |      |